# Franz Ihle
Franz Ihle (* 17. März 1933 in Illerberg; † 20. September 2021) war ein deutscher Politiker der CSU.

## Leben
Ihle besuchte die Volks- und die Oberrealschule und erreichte die Mittlere Reife. Daraufhin studierte er an der Staatsbauschule München und machte 1953 die Prüfung als staatlich geprüfter Bauingenieur. Anschließend war er im elterlichen Bauunternehmen tätig und übernahm 1963 dieses Unternehmen. Ferner war er Aufsichtsratsvorsitzender der Raiffeisenbank Neu-Ulm/Weißenhorn und Präsident des Bayerischen Squashverbands.

## Politik
1966 wurde Ihle Mitglied der CSU und zugleich Mitglied des Kreistags Illertissen. Ab 1972 war er Mitglied des Kreistags Neu-Ulm sowie des Stadtrats in Vöhringen. Am 25. Januar 1977 rückte er für Stefan Höpfinger in den Bayerischen Landtag nach. In diesen wurde er auch 1978 zunächst gewählt, am 17. Januar 1979 musste er aber nach einer Berichtigung des Wahlergebnisses wieder ausscheiden und sein Mandat an Georg Fickler abgeben. Am 26. September 1984 durfte Ihle wieder in den Landtag einziehen, diesmal rückte er für den verstorbenen Rudolf Kluger nach. Bei den drei darauffolgenden Landtagswahlen wurde er im Stimmkreis Neu-Ulm direkt gewählt. Er war somit bis 1998 Abgeordneter des Bayerischen Landtags.

## Auszeichnungen
Ihle ist Träger des Bayerischen Verdienstordens und des Verdienstkreuzes am Bande.